# Ludwig Hopf (Mathematiker)
Ludwig Hopf (* 23. Oktober 1884 in Nürnberg; † 21. Dezember 1939 in Dublin) war ein deutscher Mathematiker.

## Leben und Wirken
Hopf studierte von 1902 bis 1909 Physik und Mathematik in Berlin und München. In München gehörte Hopf zu den Schülern Arnold Sommerfelds, bei dem er auch promovierte. Hopf wurde Assistent bei Albert Einstein in Zürich und Prag und kam 1911 als Assistent des damaligen Lehrstuhlinhabers für Mechanik an die TH Aachen. Theodore von Kármán übernahm den Lehrstuhl. Bei Kármán habilitierte Hopf im Jahre 1914 und lehrte bis 1916 als Privatdozent. 1923 wurde er zum ordentlichen Professor für Mathematik und Mechanik an der TH Aachen ernannt.
Bereits im Frühjahr 1933 begannen nun auch an der RWTH Aachen die Denunziationsmaßnahmen der Studentenschaft. Hierbei ließen der ASTA (Allgemeiner Studentenausschuss) und die Studentenführer dem hierfür extra eingesetzten Denunziationsausschuss bestehend aus Hermann Bonin, Hubert Hoff, Felix Rötscher, Adolf Wallichs, und Robert Hans Wentzel darüber Mitteilungen zukommen, welche der Dozenten und Professoren nicht arischer Abstammung waren oder vermeintlich oder tatsächlich eine unerwünschte politische Einstellung hatten. Hopf sollte nun gemäß dem Gesetz zur Wiederherstellung des Berufsbeamtentums auf Grund seiner jüdischen Herkunft und seiner Mitgliedschaft bei der Gesellschaft der Freunde des neuen Rußland zusammen mit den anderen nicht arischen Professoren Otto Blumenthal, Arthur Guttmann, Walter Maximilian Fuchs, Theodore von Kármán, Paul Ernst Levy, Karl Walter Mautner, Alfred Meusel, Leopold Karl Pick, Rudolf Ruer, Hermann Salmang und Ludwig Strauss ab September 1933 die Lehrerlaubnis entzogen werden. Trotz eines Bittschreibens seines amtierenden Rektors Paul Röntgen an den Reichskommissar im Erziehungsministerium Bernhard Rust, ihn dennoch halten zu dürfen, wurde Hopf schließlich am 22. Januar 1934 entlassen.
1939 erhielt Hopf eine Berufung an die Universität Cambridge und emigrierte nach England. Kurz danach ging er ans Trinity College in Dublin. Am 21. Dezember 1939 verstarb er in Dublin an Schilddrüsenversagen.

## Schriften
- Einführung in die Differentialgleichungen der Physik, De Gruyter 1933
  - Englische Übersetzung: Introduction to the differential equations of physics, Dover 1948
- Die Relativitätstheorie, Reihe Verständliche Wissenschaft, Springer Verlag 1931
- Materie und Strahlung, Reihe Verständliche Wissenschaft, Springer Verlag 1936
- mit Richard Fuchs: Aerodynamik, Handbuch der Flugzeugkunde Band 2, Berlin: R. C. Schmidt 1922
  - 2. Auflage mit Richard Fuchs, Friedrich Seewald: Aerodynamik, 2 Bände, Springer 1934, 1935